# اودوکسیا دیمیتریفنا

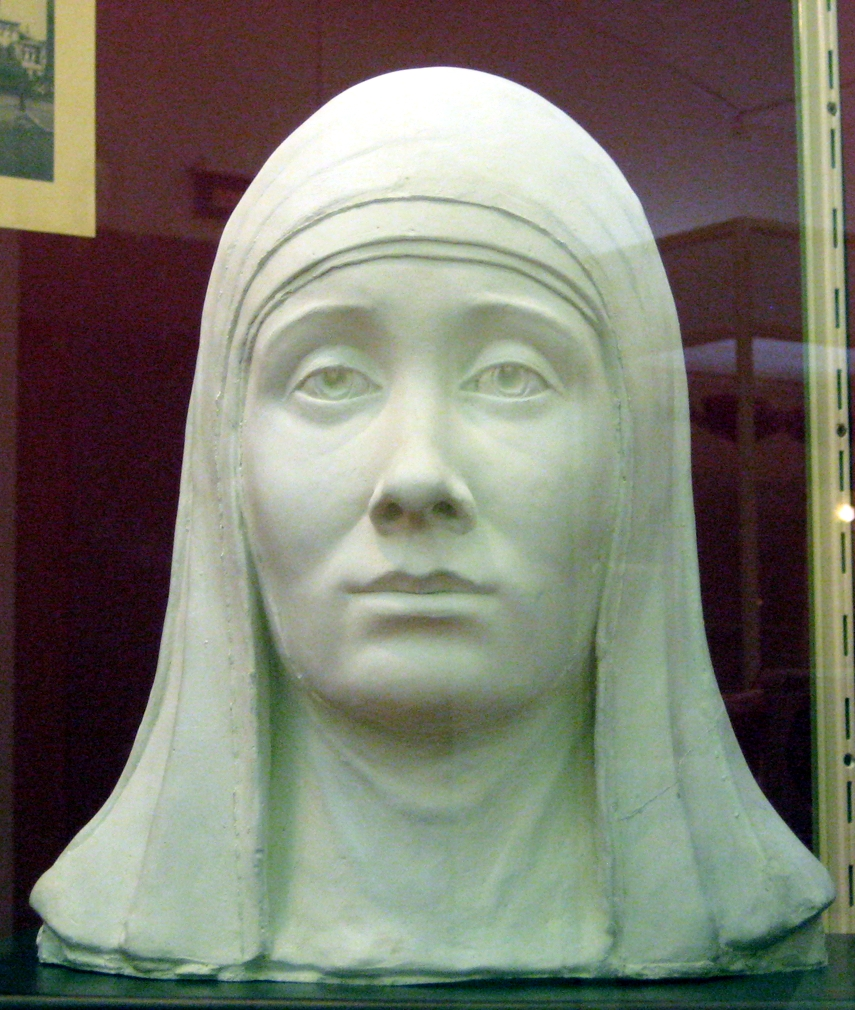
نمونه ای از بازسازی چهره اودوکسیای مسکو

اودوکسیا دیمیتریفنا (به روسی: Евдокия Дмитриевна)-- اسم رهبانی:اوفروزین -- دوشس بزرگ دوک‌نشین بزرگ مسکو و همسر دیمیتری دونسکی بود که تا سال ۱۴۰۷زندگی کرد.

## خانواده
اودوکسیا دیمیتریفنا دختر دیمیتری کنستانتینوویچ، گراند پرنس نیژنی نووگورود و واسیلیا از روستوف بود.
اجداد مادری او کنستانتین واسیلیویچ، شاهزاده روستوف و ماریا از مسکو بودند.
ماریا دختر ایوان اول مسکو وهمسر اولش هلنا بود.

## ازدواج
در ۱۸ ژانویه ۱۳۶۷، اودوکسیا با شاهزاده بزرگ دیمیتری دونسکی ازدواج کرد.در ۱۳۸۲، زمانی که ارتش تختامیش خان در حال نزدیک شدن به پایتخت بود، در غیاب شوهرش در مسکو ماند. بعد از تولد پسرش آندری دیمیترییویچ او برای ترک مسکو تلاش کرد اما توسط اهالی مسکو بازداشت شد که بعد از مذاکرات طولانی حاضر به ترک او شدند.

## فعالیت های مذهبی

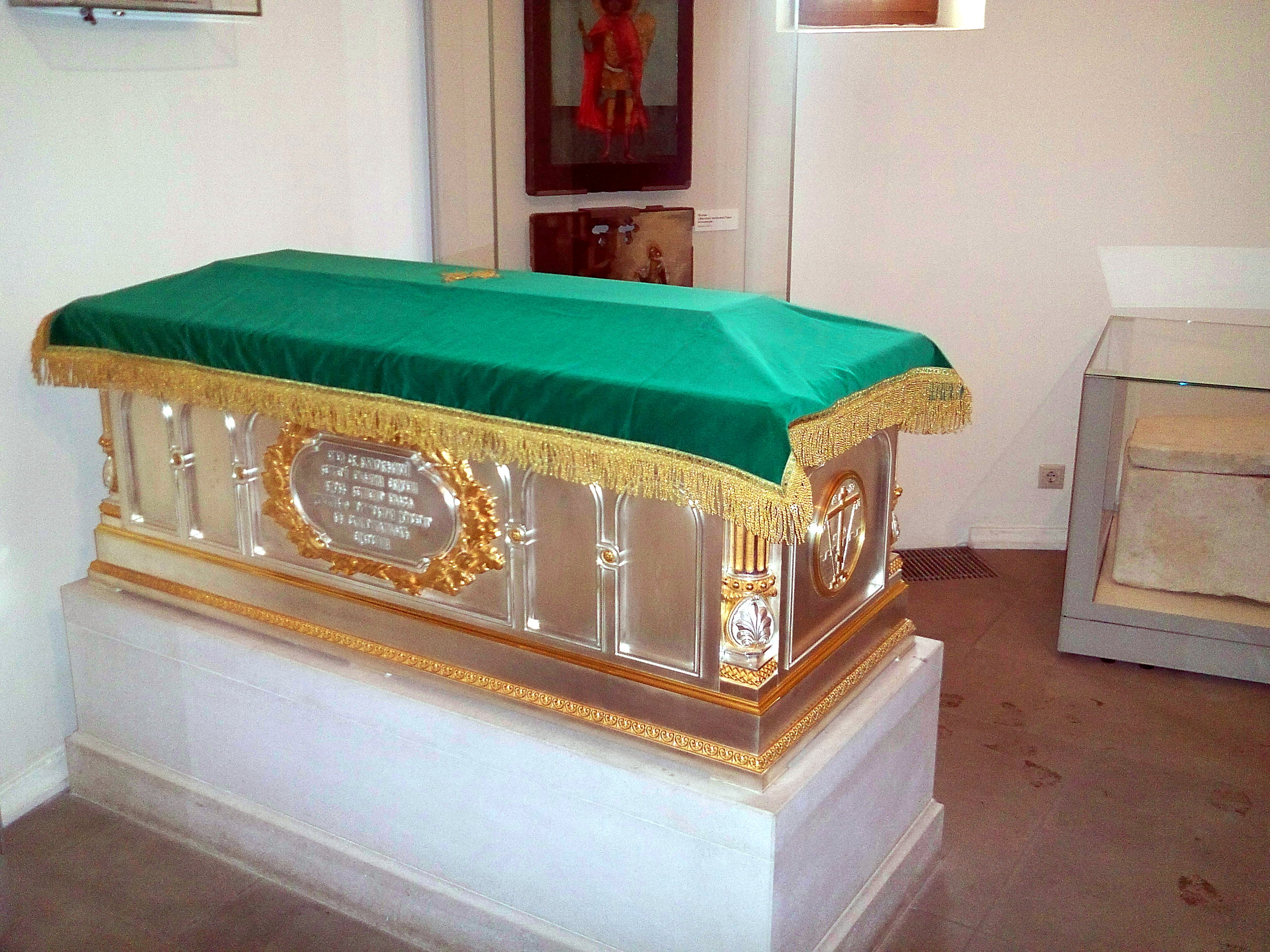
مقبره اودوکسیای مسکو

اودوکسیا بعد از مرگ شوهرش به واسطه فعالیت‌های پرهیزگارانه اش مشهور شد و حتی در برخی افسانه‌ها آمده است که او از موهبت شفا دادن بیماران برخوردار بوده‌است. در سال ۱۳۹۳ او کلیسای ولادت مریم مقدس (روسی: Церковь Рождества Богородицы) را بنا کرد که قدیمی‌ترین بنای به جا مانده در مسکو می‌باشد . او کلیسا را به این دلیل به ولادت مریم مقدس اختصاص داده بود که شوهرش در این عید تاتارها را در نبرد کولیکوو شکست داده بود.
چهار سال بعد او صومعه معراج را در نزدیکی کاخ کرملین تأسیس کرد. اودوکسیا دیمیتریفنا بقیه زندگی خود در صومعه معراج تحت نام اوفروزین از حجاب استفاده می کرد وتا پایان عمرش در سال ۱۴۰۷ در آنجا ماند. او همچنین توسط کلیسای ارتدوکس روسی مقدس شمرده شد.

## فرزندان
اودوکسیا و دیمیتری دونسکی دست کم دوازده فرزند داشتند:
- دنیل دیمیترییویچ (۱۳۷۰ - ۱۵ سپتامبر ۱۳۷۹).
- واسیلی اول مسکو (۳۰ سپتامبر ۱۳۷۱ - ۲۷ فوریه ۱۴۲۵).
- سوفیا دیمیتریفنا، همسر فئودوراولگوویچ شاهزاده ریازان (مدت حکومت: ۱۴۰۲ - ۱۴۲۷).
- یوری دیمیترییویچ، دوک زونیگورود و گالیچ (۲۶ نوامبر ۱۳۷۴ - ۵ ژوئن ۱۴۳۴). در برابر برادزاده اش، واسیلی دوم مسکو ادعای پادشاهی مسکو را نمود.
- ماریا دیمیتریفنا (مرگ در ۱۵ مه ۱۳۹۹) همسر لنگونیس.
- آناستازیا دیمیتریفنا، همسر ایوان وسوولودیچ، شاهزاده خولم.
- سیمئون دیمیترییویچ (مرگ در ۱۱ سپتامبر ۱۳۷۹).
- ایوان دیمیترییویچ (مرگ در ۱۳۹۳).
- آندری دیمیترییویچ، شاهزاده موژایسک (۱۴ آگوست ۱۳۸۲ - ۹ ژولای ۱۴۳۲).
- پیوتر دیمیترییویچ، شاهزاده دمیتروف (۲۹ ژولای ۱۳۸۵ - ۱۰ آگوست ۱۴۲۸).
- آنا دیمیتریفنا، (زاده ۸ ژانویه ۱۳۸۷) همسر یوری پاتریکییویچ. شوهر او فرزند پاتریکی، شاهزاده استارودوب و همسرش هلنا بود. جد او ناریمانتاس بود.
- کنستانتین دیمیترییویچ، شاهزاده پسکوف (۱۵ مه ۱۳۸۹ - ۱۴۳۳)

| اودوکسیا دیمیتریفناخاندان روریکزادهٔ: قرن چهاردهم – ۱۴۰۷ |